# Kritorangelav
Kritorangelav (Caloplaca soralifera) är en lavart som beskrevs av Vondrák & Hrouzek. Kritorangelav ingår i släktet orangelavar och familjen Teloschistaceae.  Arten är reproducerande i Sverige. Inga underarter finns listade i Catalogue of Life.